# Yvonne Elgstrand
Yvonne Margareta Elgstrand, född 17 mars 1944 i Stockholm, är en svensk skådespelare.
Elgstrand studerade vid Statens scenskola i Stockholm. Hon debuterade på Dramaten i rollen som Gun Rothe i Erik Torstenssons Om sju flickor 1971 och gjorde totalt 17 roller på Dramaten mellan 1971 och 1980.

## Filmografi
- 1973 – Ska vi hem till dig... eller hem till mig... eller var och en till sitt?
- 1982 – Skulden (TV-serie)
- 1982 – Trollkarlens pojke (TV-serie)
- 1982 – Dubbelsvindlarna (TV-serie)
- 1990 – Fiendens fiende (TV-serie)
- 1991 – "Harry Lund" lägger näsan i blöt!
- 1995 – Anmäld försvunnen (TV-serie)

## Teater

### Roller (ej komplett)
| År   | Roll | Produktion                                                       | Regi          | Teater          |
| ---- | ---- | ---------------------------------------------------------------- | ------------- | --------------- |
| 1969 |      | En gång till, Sam! Woody Allen                                   | Stig Olin     | Intiman         |
| 1983 |      | Sköna Helena Jacques Offenbach, Henri Meilhac och Ludovic Halévy | Olof Willgren | Fria Proteatern |